# 1745

## Родени
- Михришах валиде султан, валиде султан
- 13 февруари (стар стил) – Фьодор Ушаков, руски адмирал († 1817)
- 18 февруари – Алесандро Волта, италиански физик и химик
- 6 март – Кажимеж Пуласки, полски генерал
- 13 ноември – Валентин Аюи, френски педагог, основоположник на обучението на слепи хора
- 14 ноември – Доминик Вияр, френски ботаник
- 12 декември – Джон Джей, американски политик
- 24 декември – Бенджамин Ръш,

## Починали
- 18 март – Робърт Уолпоул, британски държавник
- 19 октомври – Джонатан Суифт, британски и ирландски писател
- 23 декември – Ян Дисмас Зеленка, чешки композитор